# Periploma orbiculare
Periploma orbiculare är en musselart. Periploma orbiculare ingår i släktet Periploma och familjen Periplomatidae. Inga underarter finns listade i Catalogue of Life.